# Gastronomía de Vietnam

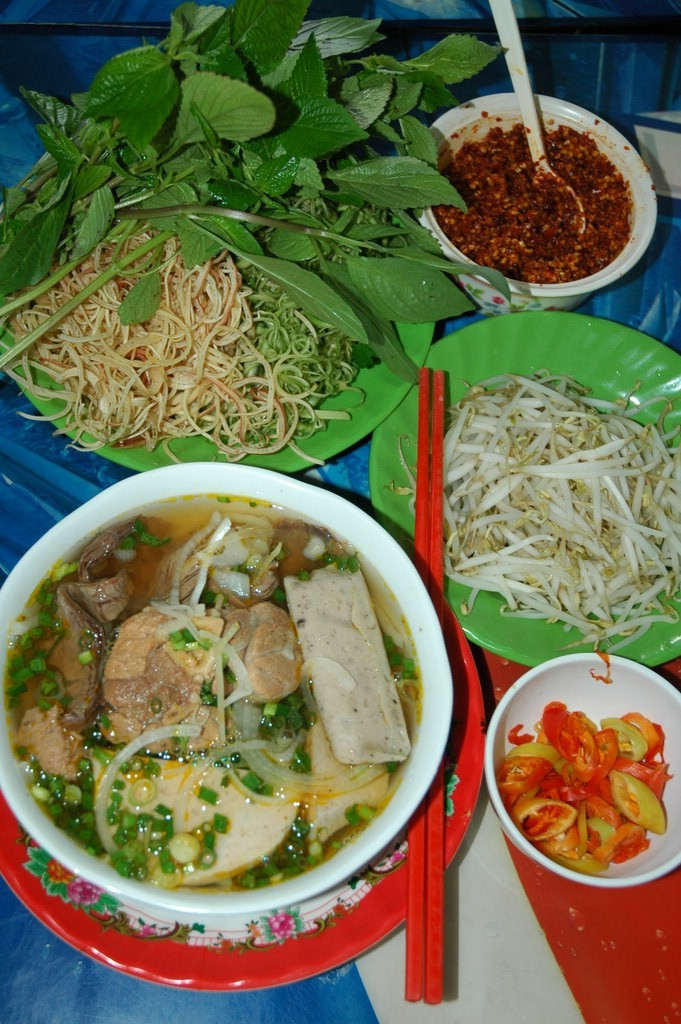
Platos típicos de la cocina vietnamita.

La gastronomía de Vietnam es conocida por su uso generalizado de la salsa de pescado, salsa de soja y la salsa hoisin (su olor proporciona un carácter único a la cocina). Las recetas de platos procedentes de Vietnam emplean muchos vegetales, hierbas y especias, algunas de ellas como la hierba limón, lima y las hojas de lima kaffir. A través de todas las regiones el énfasis en siempre en servir alimentos frescos.

## Influencias extranjeras en la gastronomía vietnamita
Debido al contacto histórico con China y siglos de sinitización  causados por los muchos períodos de dominación china en el pasado, algunos platos vietnamitas comparten similitudes con la cocina china. En las tradiciones culinarias, los chinos introdujeron en Vietnam varios platos, entre ellos vằn thắn / hoành thánh (wonton ), xá xíu (char siu ), há cảo (har gow ), hủ tiếu (shahe fen ), mì (fideos de trigo), bò bía (popiah ), bánh quẩy (youtiao ), pastel de luna y bánh pía (pastel de luna al estilo de Suzhou), bánh tổ (nian gao ), sủi dìn (tang yuan ), bánh bò, bánh bao (baozi ), cơm chiên Dương Châu (Yangzhou arroz frito) y mì xào (chow mein). Los vietnamitas adoptaron estos alimentos y les agregaron sus propios estilos y sabores. Las minorías étnicas de la región montañosa cercana a la frontera entre China y Vietnam también adoptaron algunos alimentos de China. Las etnias Tày y Nùng de la provincia de Lạng Sơn adoptaron el thịt lợn quay (cerdo asado) y el khâu nhục (panceta de cerdo estofada) de China. Algunas verduras del Nuevo Mundo, como los chiles y el maíz, también llegaron a Vietnam desde la dinastía Ming.
A finales de la dinastía nguyễn gracias a la fuerte influencia que había ganado Francia en el país  se inició la producción y consumo de baguettes en Vietnam  los cuales fueron adaptados dando lugar a un famoso platillo llamado bánh mì thịt  prácticamente es como un sándwich hecho con una baguette. Otros elementos  introducidos por los franceses fueron: la cebolla, la coliflor, la lechuga, las patatas, el estragón, la zanahoria, la alcachofa, los espárragos y el café.
la cocina vietnamita también fue influenciada por Malasia, Champa y Camboya. El uso de leche de coco y varios platos centrales como el bánh khọt fueron influenciados por la cocina Cham. Los comerciantes malayos e indios también introdujeron en Vietnam especias, incluido el curry.  Aunque no es común en el norte, el cà ri es un plato bastante popular en el centro y sur de Vietnam. La forma más común es el pollo al curry y, en menor medida, el curry de cabra. El pollo al curry es un plato indispensable en muchas reuniones sociales. Al igual que en Camboya, el curry en Vietnam se come con pan, arroz al vapor o fideos de arroz redondos (fideos de arroz). Mắm bồ hóc o prahok, adoptado de la etnia jemer en el sur de Vietnam, se utiliza como ingrediente central de una sopa de fideos de arroz vietnamita llamada bún nước lèo que se originó con los jemeres de Vietnam y no se encuentra en Camboya.
Debido al contacto con antiguos países comunistas de Europa del Este, los vietnamitas adoptaron platos como la sopa de col rellena, sa lát Nga (ensalada Olivier) y bia Tiệp (cerveza checa)

## Regiones de la cocina vietnamita
Las principales tradiciones culinarias de las tres regiones de Vietnam comparten algunas características fundamentales:
- Frescura de los alimentos: la mayoría de las carnes se cocinan sólo brevemente. Las verduras se comen frescas; si están cocidos, se hierven o se saltean brevemente.
- Presencia de hierbas y verduras: las hierbas y verduras son esenciales para muchos platos vietnamitas y, a menudo, se utilizan en abundancia.
- Variedad y armonía de texturas: Crujiente con suave, acuosa con crujiente, delicada con áspera.
- Los caldos o platos a base de sopas son habituales en las tres regiones.
- Presentación: Los condimentos que acompañan a las comidas vietnamitas suelen ser coloridos y dispuestos de forma agradable a la vista.

En el norte de Vietnam, un clima más frío limita la producción y disponibilidad de especias. Como resultado, los alimentos allí suelen ser menos picantes que los de otras regiones.  La pimienta negra se utiliza en lugar de los chiles como el ingrediente más popular para producir sabores picantes. En general, la cocina del norte de Vietnam no se caracteriza por ningún sabor en particular: dulce, salado, picante, amargo o ácido. La mayoría de los alimentos del norte de Vietnam presentan sabores ligeros y equilibrados que resultan de combinaciones sutiles de muchos ingredientes aromatizantes diferentes. El uso de carnes como cerdo, ternera y pollo era relativamente limitado en el pasado. Se utilizan ampliamente pescados, crustáceos y moluscos de agua dulce, como langostinos, calamares, camarones, cangrejos, almejas y mejillones. Muchos platos notables del norte de Vietnam se centran en el cangrejo (p. ej., bún riêu ). La salsa de pescado, la salsa de soja, la salsa de gambas y las limas se encuentran entre los principales ingredientes aromatizantes. Al ser la cuna de la civilización vietnamita, el norte de Vietnam produce muchos platos característicos de Vietnam, como el bún riêu y el bánh cuốn, que fueron llevados al centro y sur de Vietnam a través de la migración vietnamita.  Otros platos vietnamitas famosos que se originaron en el norte, particularmente en Hanói, incluyen "bún chả" (fideos de arroz con cerdo marinado a la parrilla), phở gà (sopa de pollo con fideos de arroz), chả cá Lã Vọng (fideos de arroz con pescado a la parrilla). 
La abundancia de especias producidas por el terreno montañoso del centro de Vietnam hace que la cocina de esta región se destaque por su comida picante, lo que la distingue de las otras dos regiones de Vietnam, donde la comida en su mayoría no es picante. La tradición culinaria de Huế, que alguna vez fue la capital de la última dinastía de Vietnam, presenta comida muy decorativa y colorida, que refleja la influencia de la antigua cocina real vietnamita. La cocina de la región también se destaca por sus comidas sofisticadas que consisten en muchos platos complejos servidos en porciones pequeñas. Los chiles y las salsas de camarones se encuentran entre los ingredientes más utilizados. Algunos platos vietnamitas característicos producidos en el centro de Vietnam son el bún bò Huế y el bánh khoái.
El clima cálido y el suelo fértil del sur de Vietnam crean una condición ideal para cultivar una amplia variedad de frutas, verduras y ganado. Como resultado, los alimentos en el sur de Vietnam suelen ser vibrantes y sabrosos, con usos abundantes de ajo, chalotas y hierbas frescas. Se añade más azúcar a los alimentos que en otras regiones.  La preferencia por el dulzor en el sur de Vietnam también se puede ver en el uso generalizado de leche de coco en la cocina del sur de Vietnam. Las vastas costas hacen que los mariscos sean un alimento básico natural para la gente de esta región. Algunos platos de mariscos exclusivos del sur de Vietnam incluyen bánh khọt y bún mắm. 
La cocina del delta del Mekong se basa en gran medida en productos frescos, que abundan en la nueva tierra, con un gran uso de azúcar de palma, pescados fermentados, mariscos y hierbas y flores silvestres. La historia de la región como un área recién colonizada se refleja en su cocina, con Ẩm thực khẩn hoang o cocina de los colonos significa que los platos se preparan frescos con ingredientes silvestres y recién capturados. La cocina también está influenciada por los colonos jemeres, cham y chinos.
La cocina de las regiones de las Tierras Altas del Norte y Central está influenciada por tradiciones tribales, con platos como thắng cố (estofado de caballo hmong), carnes secas, cơm lam y rượu cần.

## Comida típica vietnamita

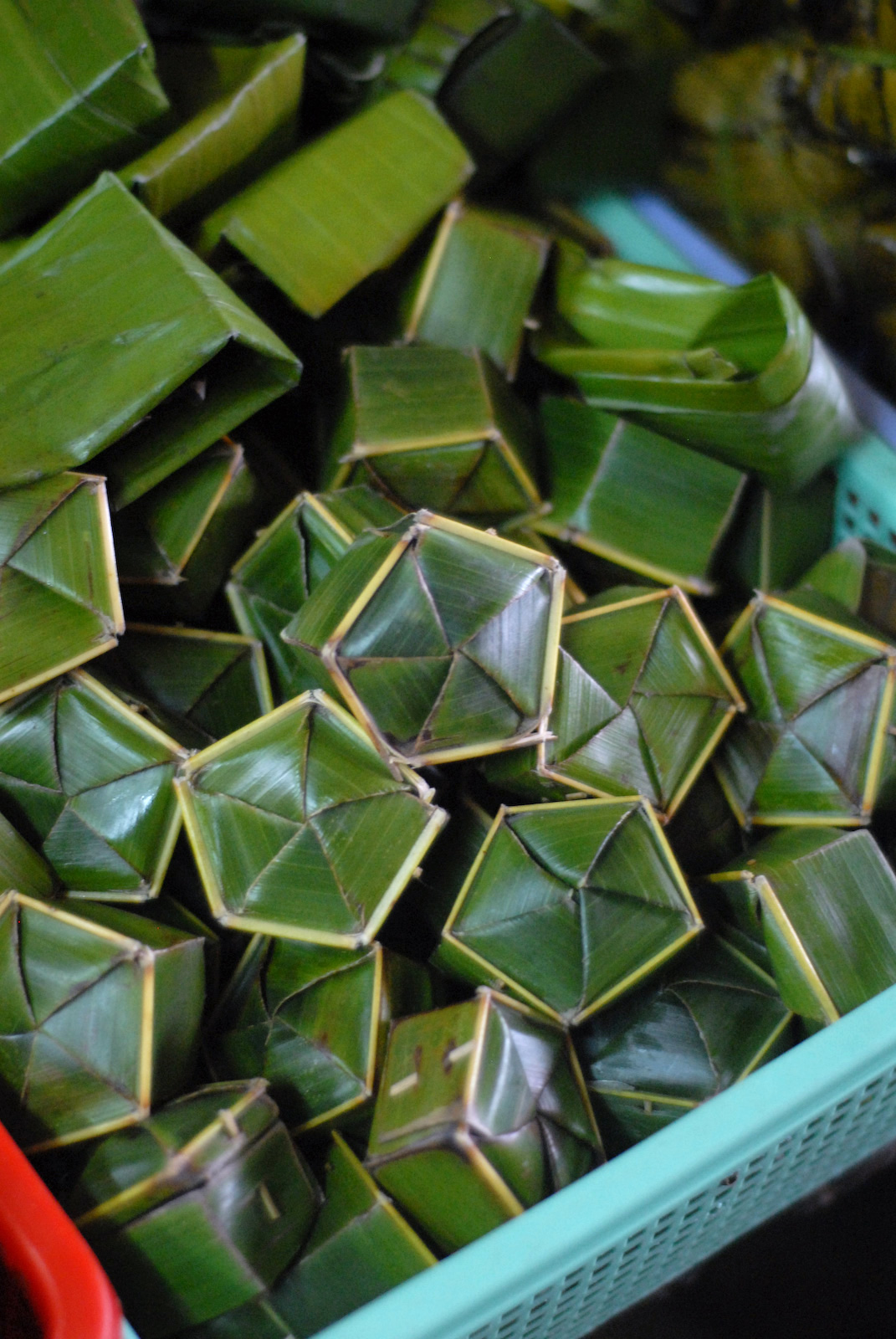
Bizcocho de phu thê.

Una comida típica vietnamita en familia puede incluir los siguientes platos:
- Carne asada o un plato de pescado.
- Verduras salteadas.
- Un gran bol de arroz para compartir entre los comensales (cada persona tiene un pequeño cuenco de madera con sus palillos).
- Pequeños boles con salsa de pescado y soja.
- Un gran bol de sopa para compartir entre los comensales.

La gente se sienta sobre el suelo, a veces sobre un hatillo enrollado específico para la hora de comer.

## Platos típicos

### Sopas
La cocina vietnamita es conocida por tener una gran variedad de sopas de fideos, cada una de ellas con diversos sabores según la parte del país en la que se esté probando. Una característica común a todas las sopas es que emplean un caldo muy intenso.
- Bun Bo Hue — sopa de fideos con intenso sabor a hierba limón.
- Phở — sopa muy popular en Vietnam.

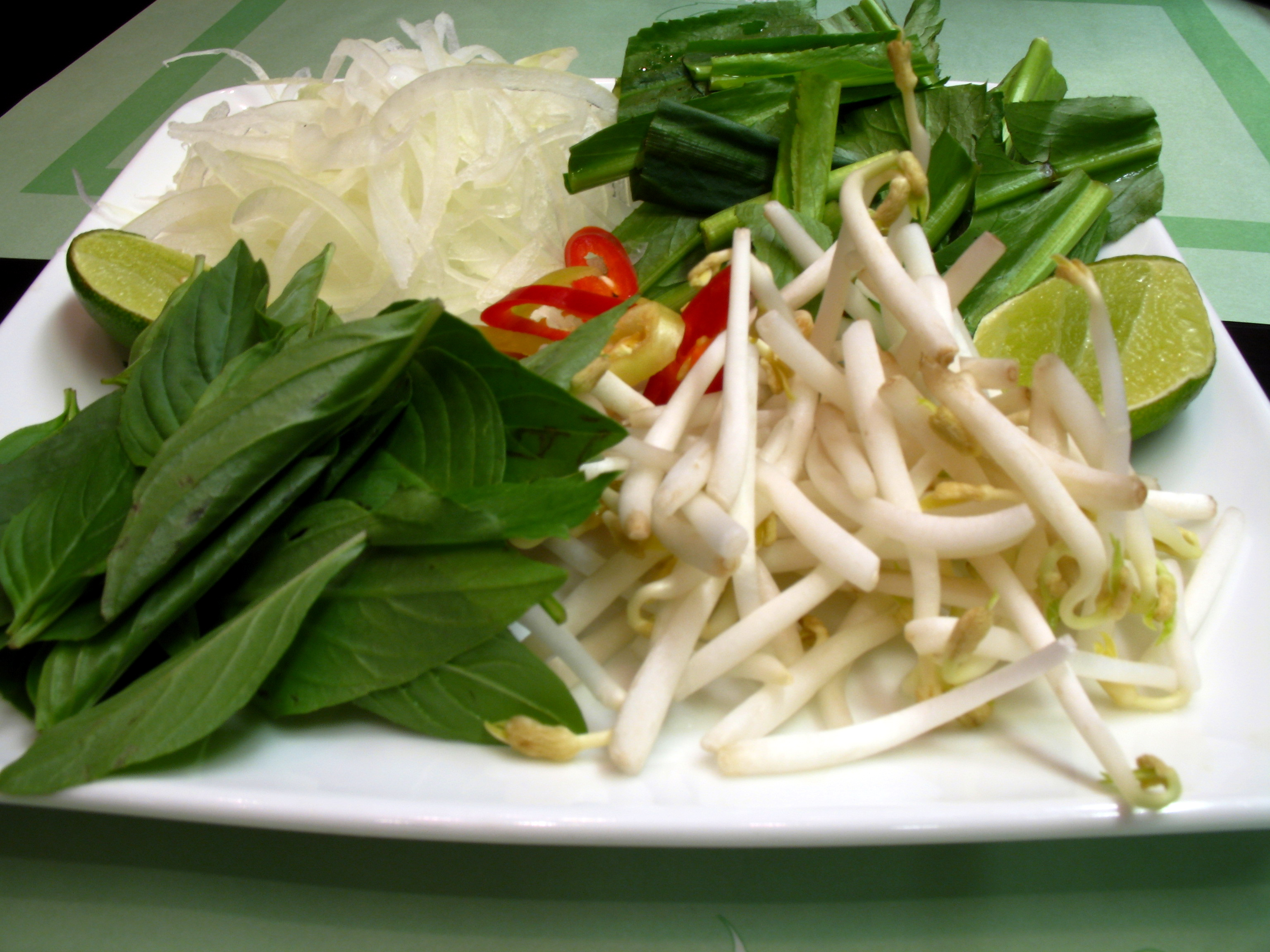
Ingredientes para la elaboración de la sopa phở.

- Bánh canh — sopa de arroz.
- Chả giò — rollo de primavera.
- Gỏi cuốn — rollo de verano.

### Postres
Como postre suelen incluir diferentes tipos de frutas como el maracuyá, el pitahaya, el lichí y la fruta de jack.

### Comida marina
- Cá cuốn ho - panecillo de pescado envuelto con cebollas.
- Cá kho tộ - pescado caramelizado en una olla de barro.
- Chạo tôm - masa o pastel de camarón

### Platos exóticos
- Balut

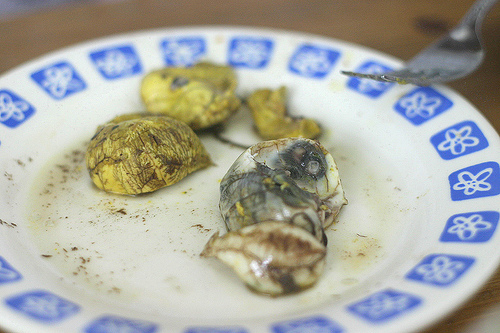
El balut, también conocido en vietnamita como hột vịt lộn.

Un plato de desayuno común y no muy caro que se puede encontrar en cualquier mercado vietnamita es el balut (hột vịt lộn), un huevo de pato fertilizado con un embrión casi desarrollado en el interior, que se hierve y se come en la cáscara. Por lo general se sirve con hierbas frescas: rau răm o cilantro vietnamita, sal y pimienta negra.
- Carne de perro

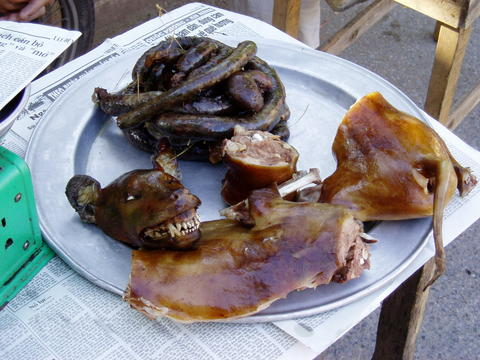
Un plato de carne de perro encontrado en un mercado de la calle a unas pocas millas al este de Hanói, Vietnam.

La carne de perro se consume con mayor frecuencia en la parte norte de Vietnam que en el sur, y se puede encontrar en los restaurantes especiales que sirven específicamente carne de perro.